# Lasiodora gutzkei
Lasiodora gutzkei är en spindelart som först beskrevs av Reichling 1997.  Lasiodora gutzkei ingår i släktet Lasiodora och familjen fågelspindlar.
Artens utbredningsområde är Belize. Inga underarter finns listade i Catalogue of Life.